# ده کربلایی رضا
ده کربلایی رضا یک روستا در ایران است که در شهرستان رفسنجان واقع شده‌است.